# قائمة مسارح في أذربيجان
هذه قائمة بالمسارح في أذربيجان:
- مسرح الدراما الأكاديمي الحكومي أذربيجاني
- مسرح أكاديمية دولة أذربيجان للأوبرا والباليه
- المسرح الموسيقي الكوميدي (أذربيجان)
- مسرح المتفرجين الشباب في أذربيجان
- مسرح الدراما الروسي الحكومي أذربيجاني
- مسرح دمية دولة أذربيجان
- مسرح أذربيجان الحكومي بانتوميم
- مسرح أذربيجان الحكومي للأغنية
- مسرح باكو للأطفال
- مسرح الدراما الأكاديمي الحكومي أذربيجاني في يريفان
- المسرح الدراما الموسيقي الحكومي شوشا